# فرانسيسكو كاربوني
فرانسيسكو كاربوني (بالإيطالية: Francesco Carbone)‏ هو لاعب كرة قدم إيطالي في مركز ظهير ‏، ولد في 4 يناير 1980 في روما في إيطاليا. شارك مع منتخب إيطاليا تحت 17 سنة لكرة القدم ومنتخب إيطاليا تحت 18 سنة لكرة القدم. أما مع النوادي، فقد لعب مع كييفو فيرونا ونادي أسكولي ونادي أفيلينو ونادي بادوفا ونادي بيستويسي ونادي تريستينا ونادي تورينو ونادي سيينا ونادي فروسينوني ونادي فوجيا ونادي لاتسيو ونادي مونتيكياري.